# Баганёнок
Баганёнок — река в Новосибирской области России. Длина реки — 180 км, площадь водосборного бассейна — 898 км².
Река протекает через множество озёр, некоторые участки пересыхают, впадает в реку Баган в 129 км от устья по левому берегу.
От истока к устью протекает вблизи населённых пунктов: Нижнечеремошное, Новониколаевка, Нижнебаяновский, Кучугур, Большие Луки.

## Данные водного реестра
По данным государственного водного реестра России относится к Верхнеобскому бассейновому округу, речной бассейн реки — бессточная область междуречья Оби и Иртыша, водохозяйственный участок реки — бассейн Большого Топольного озера и реки Бурла.